# Convois de l'Arctique

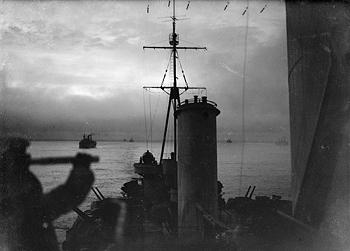
Le escortant un convoi de l'Arctique en décembre 1941 guerre mondiale.

Les convois de l'Arctique sont des convois maritimes qui durant la Seconde Guerre mondiale reliaient le Royaume-Uni et les États-Unis aux ports arctiques de l'Union soviétique (Arkhangelsk, Mourmansk, Severodvinsk) et dont les voyages s'effectuaient exclusivement par l'océan Arctique. 78 convois ont navigué entre août 1941 et mai 1945, avec deux interludes de juillet à septembre 1942, et de mars à novembre 1943. Environ 1 400 cargos ont livré du matériel vital à l'URSS selon les termes du programme Lend-Lease. Les pertes s'élèvent pour les Alliés à 85 navires marchands et 16 navires de la Royal Navy (2 croiseurs, 6 destroyers et 8 escorteurs de moindre tonnage), et pour les Allemands à un croiseur de bataille, trois destroyers et au moins 30 sous-marins de la Kriegsmarine, sans compter un nombre considérable d'avions.

## Organisation des convois

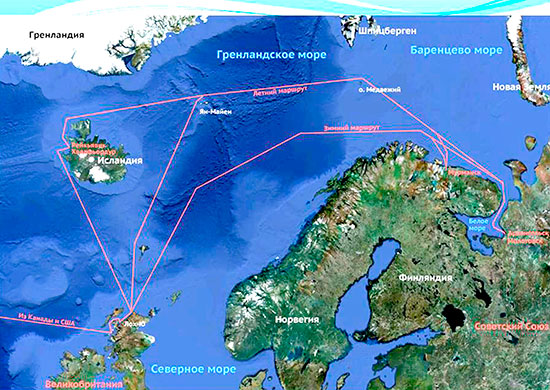
Itinéraires des convois alliés du Nord. 1941-1945.

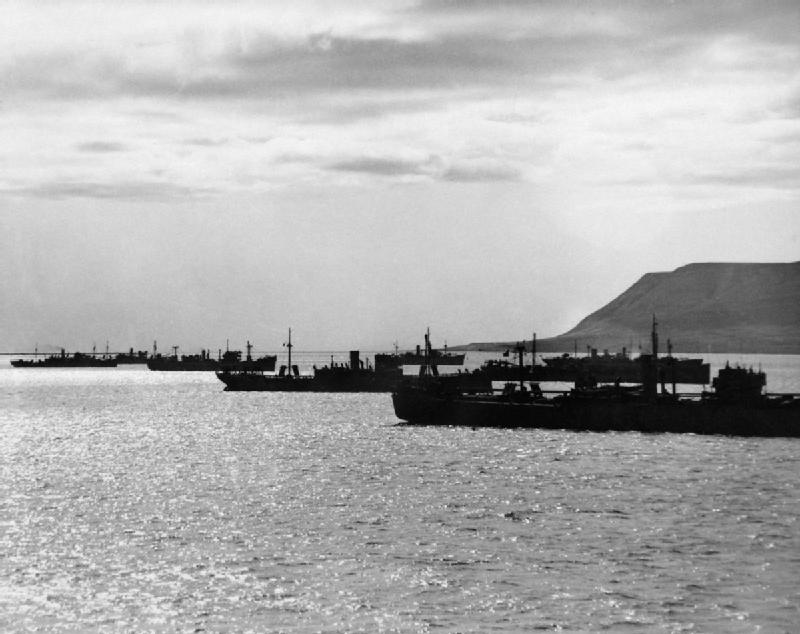
Convoi anglo-américain en mai 1942 guerre mondiale dans le fjord d'Hvalfjörður.

Après le premier convoi qui n'avait pas de numéro, mais simplement le nom de code de Dervish, les convois arctiques ont navigué en deux séries : les premières séries PQ (à l'aller) et QP (au retour) courent de septembre 1941 à septembre 1942. Ces convois naviguaient deux fois par mois, mais sont interrompus à l'été 1942 après le désastre du PQ17, et encore une fois à l'automne après le dernier convoi de la série, le PQ18.
La deuxième série, JW (à l'aller) et RA (au retour), navigue de décembre 1942 jusqu'à la fin des hostilités, avec deux interruptions majeures pendant les étés 1943 et 1944.
Les convois partaient d'Islande (en général depuis Hvalfjörður), passaient au nord de l'île Jan Mayen, et arrivaient à Arkhangelsk lorsque l'état des glaces le permettait pendant les mois d'été ; dans le cas contraire, le convoi arrivait à Mourmansk. Après septembre 1942, les convois s'assemblent et partent depuis le loch Ewe, en Écosse.
Les convois aller et retour étaient prévus pour naviguer simultanément. Une escorte littorale accompagnait les navires marchands au port et restait dans la région, pendant qu'une force de haute mer comprenant des unités lourdes les protégeait contre des raids de navires de surface de l'Axe, comme le Tirpitz. Ces unités accompagnaient le convoi de l'aller jusqu'à un point donné, où elles faisaient jonction avec le convoi de retour qu'elles raccompagnaient jusque dans la zone de la défense littorale.
La route maritime, qui contournait la Norvège occupée pour joindre les ports soviétiques, était particulièrement dangereuse à cause de la proximité des bases de l'aviation, de la marine de surface et des sous-marins allemands, mais aussi à cause de la météo : brouillard, courants, thermoclines obérant l'efficacité de l'ASDIC, glaces flottantes, danger du trafic maritime dense dans l'obscurité la nuit, menace des attaques le jour.

## Convois notables
- Convoi Dervish, assemblé à Hvalfjörður le 21 août 1941, et arrivé à Arkhangelsk dix jours plus tard. C'était un relativement petit convoi, comprenant seulement 6 navires marchands: les cargos Lancastrian Prince, New Westminster City, Esneh, Trehata, le vieux Llanstephan Castle, le ravitailleur d'escadre Aldersdale et le cargo hollandais Alchiba. Le convoi était sous l'autorité du capitaine de vaisseau JCK Dowding, de la réserve de la Royal Navy. L'escorte se composait des dragueurs de mine océaniques HMS Halcyon, Salamander et Harrier, des destroyers HMS Electra, Active et Impulsive, et des chasseurs de sous-marins auxiliaires (chalutiers armés) HMS Hamlet, Macbeth et Ophelia. Témoignage de la maîtrise de la propagande de Churchill, Llanstephan Castle embarquait deux journalistes et l'artiste Félix Topolski.

- Le 30 mai 1942, les navires survivants du convoi PQ 16 arrivent à Mourmansk, sauf 8 navires qui accostent à Arkhangelsk. Le convoi emporte une telle quantité de matériel que les Allemands redoublent d'effort pour intercepter les convois suivants. Les transporteurs de colis lourds du PQ17, comprenant Empire Elgar, restent à Arkhangelsk et Moltovosk pour décharger des convois pendant 14 mois.

- En juillet 1942, le Convoi PQ 17 subit les plus sévères pertes de tous les convois de la Seconde Guerre mondiale : harcelé par les avions et les sous-marins allemands, le convoi reçoit l'ordre de se disperser après qu'un groupe de bataille comprenant le Tirpitz ait pris la mer pour l'intercepter. Seuls 11 des 35 navires marchands réchappent des assauts des bombardiers et des U-Boote. L'aventure inspire à Alistair MacLean son premier roman, HMS Ulysses.

- La bataille de la mer de Barents : en décembre 1942, les forces de surface allemandes, comprenant le croiseur lourd Admiral Hipper et le cuirassé de poche Lützow, prennent la mer pour intercepter le JW 51B. Elles sont repoussées par une force combinée de croiseurs et de destroyers.

- La bataille du cap Nord durant le mois de décembre 1943, le JW 55B est attaqué par le Scharnhorst. Le HMS Duke of York et ses escorteurs l'engagent et le coulent pendant une bataille de nuit.

## Liste des convois de l'Arctique

### 1941
| Sens aller     | Lieux et dates de départ et d'arrivée                                                | Commentaires                                         | Sens retour | Lieux et dates de départ et d'arrivée                                       | Commentaires |
| Convoi Dervish | Part de Hvalfjörður en Islande le 21 août Arrive à Arkhangelsk le 31 août            | C'est le premier convoi de l'Arctique.               |             |                                                                             |              |
| PQ 1           | Part de Hvalfjörður en Islande le 29 septembre Arrive à Arkhangelsk le 11 octobre    |                                                      | QP 1        | Part d'Arkhangelsk le 28 septembre Arrive à Scapa Flow le 10 octobre        |              |
| PQ 2           | Part de Liverpool le 13 octobre Arrive à Arkhangelsk le 30 octobre                   |                                                      |             |                                                                             |              |
| PQ 3           | Part de Hvalfjörður, en Islande le 9 novembre Arrive à Arkhangelsk le 22 novembre    |                                                      | QP 2        | Part d'Arkhangelsk le 3 novembre Arrive à Kirkwall en Écosse le 17 novembre |              |
| PQ 4           | Part de Hvalfjörður, en Islande le 17 novembre ; Arrive à Arkhangelsk le 28 novembre |                                                      |             |                                                                             |              |
| PQ 5           | Part de Hvalfjörður, en Islande le 27 novembre ; Arrive à Arkhangelsk le 13 décembre |                                                      | QP 3        | Part d'Arkhangelsk le 27 novembre Arrive en ordre dispersé le 3 décembre    |              |
| PQ 6           | Part de Hvalfjörður, en Islande le 8 décembre Arrive à Mourmansk le 20 décembre      | Première tentative d'interception par les Allemands. |             |                                                                             |              |

### 1942
| Sens aller | Lieux et dates de départ et d'arrivée                                                                       | Commentaires | Sens retour | Lieux et dates de départ et d'arrivée | Commentaires | |
| PQ 7a | Part de Hvalfjörður, en Islande le 26 décembre 1941 Arrive à Mourmansk le 12 janvier 1942                   | | QP 4 | Part d'Arkhangelsk le 29 décembre 1941 Arrive en ordre dispersé le 9 janvier 1942 | | |
| PQ 7b | Part de Hvalfjörður, en Islande le 31 décembre 1941 Arrive à Mourmansk le 11 janvier 1942                   | | | | | |
| PQ 8 | Part de Hvalfjörður en Islande le 8 janvier Arrive à Arkhangelsk le 17 janvier                              | | QP 5 | Part de Mourmansk le 13 janvier Arrive en ordre dispersé le 19 janvier | | |
| PQ 9 et PQ10 | Partent de Hvalfjörður, en Islande le Reykjavik 1er février Arrivent à Mourmansk le 10 février              | Les 2 convois partent ensemble | QP 6 | Part de Mourmansk le 24 janvier Arrive en ordre dispersé le 28 janvier | | |
| PQ 11 | Part de Loch Ewe en Écosse le 14 février Arrive à Mourmansk le 22 février                                   | | QP 7 | Part de Mourmansk le 12 février Arrive en ordre dispersé le 15 février | | |
| PQ 12 | Part de Reykjavik en Islande le 1er mars Arrive à Mourmansk le 12 mars                                      | Première action du cuirassé Tirpitz contre les convois alliés de l'arctique. | QP 8 | Part de Mourmansk le 1er mars Arrive à Reykjavik le 11 mars | Première action du cuirassé Tirpitz contre les convois alliés de l'arctique. | |
| PQ 13 | Part de Reykjavik en Islande le 20 mars Arrive à Mourmansk le 31 mars                                       | | QP 9 | Part de la Péninsule de Kola le 21 mars Arrive à Reykjavik le 3 avril | | |
| PQ 14 | Part d'Oban en Écosse le 26 mars Arrive à Mourmansk le 19 avril                                             | | QP 10 | Part de la Péninsule de Kola le 10 avril Arrive à Reykjavik le 21 avril | | |
| PQ 15 | Part d'Oban en Écosse le 10 avril Arrive à Mourmansk le 5 mai                                               | | QP 11 | Part de Mourmansk le 28 avril Arrive à Reykjavik le 7 mai | | |
| PQ 16 | Part de Reykjavik le 21 mai Arrive à Mourmansk le 30 mai                                                    | | QP 12 | Part de la Péninsule de Kola le 21 mai Arrive à Reykjavik le 29 mai | | |
| PQ 17 | Part de Reykjavik le 27 juin Arrive en ordre dispersé le 4 juillet                                          | Le convoi est intercepté par une escadre de la Kriegsmarine qui coule 22 cargos. | QP 13 | Part d'Arkhangelsk le 26 juin Arrive à Reykjavik le 7 juillet | | |
| Les convois du mois d'août 1942, dans les deux sens, sont reportés. L'amirauté envoie, le 13 août, le croiseur lourd USS Tuscaloosa ainsi que les destroyers USS Emmons et USS Rodman. Ils transportent 350 tonnes de matériel. Ils sont rejoints par les destroyers HMS Onslaught, HMS Marne et HMS Martin. Ils reviennent avec des survivants du convoi PQ 17. | | | | | | |
| PQ 18 | Part de Loch Ewe en Écosse le 2 septembre Arrive à Arkhangelsk le 21 septembre                              | C'est le premier convoi qui soit escorté d'un porte-avions. Il s'agit du porte-avions HMS Avenger | QP 14 | Part d'Arkhangelsk le 13 septembre Arrive à Loch Ewe le 26 septembre | | |
| Le cycle des convois ayant comme nom de code PQ est terminé | Le cycle des convois ayant comme nom de code PQ est terminé                                                 | Le cycle des convois ayant comme nom de code PQ est terminé | QP 15 | Part de la péninsule de Kola le 17 novembre Arrive à Loch Ewe le 30 novembre | C'est le dernier convoi portant le nom de code QP | |
| Opération FB | Cette opération consistait à envoyer des navires de transport sans escorte entre l'Islande et de Mourmansk. | Les alliés occidentaux étaient obligés de suspendre les convois à cause des lourdes pertes des convois PQ 17 et PQ 18 ainsi que de la mobilisation de nombreux navires d'escorte pour l'opération Torch. | Les alliés occidentaux étaient obligés de suspendre les convois à cause des lourdes pertes des convois PQ 17 et PQ 18 ainsi que de la mobilisation de nombreux navires d'escorte pour l'opération Torch. | Les alliés occidentaux étaient obligés de suspendre les convois à cause des lourdes pertes des convois PQ 17 et PQ 18 ainsi que de la mobilisation de nombreux navires d'escorte pour l'opération Torch. | Les alliés occidentaux étaient obligés de suspendre les convois à cause des lourdes pertes des convois PQ 17 et PQ 18 ainsi que de la mobilisation de nombreux navires d'escorte pour l'opération Torch. | Les alliés occidentaux étaient obligés de suspendre les convois à cause des lourdes pertes des convois PQ 17 et PQ 18 ainsi que de la mobilisation de nombreux navires d'escorte pour l'opération Torch. |
| JW 51A | Part de Liverpool le 15 décembre Arrive à la Péninsule de Kola le 25 décembre                               | | | | | |
| JW 51B | Part de Liverpool le 22 décembre 1942 Arrive à la Péninsule de Kola le 4 janvier 1943                       | Le 31 décembre 1942, le convoi est intercepté par une escadre de la Kriegsmarine. (Opération Regenbogen (Arctique))                                                                                      | RA 51 | Part de la Péninsule de Kola le 30 décembre 1942 Arrive à Loch Ewe en Écosse le 11 janvier 1943 | | |

### 1943
| Sens aller                                                                                 | Lieux et dates de départ et d'arrivée                                         | Commentaires                                            | Sens retour | Lieux et dates de départ et d'arrivée                                                | Commentaires |
| JW 52                                                                                      | Part de Liverpool le 17 janvier Arrive à la Péninsule de Kola le 27 janvier   |                                                         | RA 52       | Part de la Péninsule de Kola le 29 janvier Arrive à Loch Ewe le 9 février            |              |
| JW 53                                                                                      | Part de Liverpool le 15 février Arrive à la Péninsule de Kola le 27 février   |                                                         | RA 53       | Part de la Péninsule de Kola le 1er mars Arrive à Loch Ewe le 14 mars                |              |
| La rotation des convois est interrompue, initialement, uniquement durant la période d'été. |                                                                               |                                                         |             |                                                                                      |              |
| JW 54A                                                                                     | Part de Liverpool le 15 novembre Arrive à la Péninsule de Kola le 24 novembre |                                                         | RA 54A      | Part de la Péninsule de Kola le 1er novembre Arrive à Loch Ewe le 14 novembre        |              |
| JW 54B                                                                                     | Part de Liverpool le 22 novembre Arrive à Arkhangelsk le 3 décembre           |                                                         | RA 54B      | Part d'Arkhangelsk le 26 novembre Arrive à Loch Ewe le 9 décembre                    |              |
| JW 55A                                                                                     | Part de Liverpool le 12 décembre Arrive à Arkhangelsk le 22 décembre          |                                                         | RA 55A      | Part de la Péninsule de Kola le 22 décembre Arrive à Loch Ewe le 1er janvier 1944    |              |
| JW 55B                                                                                     | Part de Liverpool le 20 décembre Arrive à Arkhangelsk le 30 décembre          | Le convoi est attaqué par le Scharnhorst et 8 U-Boots . | RA 55B      | Part de la Péninsule de Kola le 31 décembre 1943 Arrive à Loch Ewe le 8 janvier 1944 |              |

### 1944
| Sens aller                                                       | Lieux et dates de départ et d'arrivée                                                | Commentaires                                                                            | Sens retour | Lieux et dates de départ et d'arrivée                                                | Commentaires |
| JW 56A                                                           | Part de Liverpool le 12 janvier Arrive à Arkhangelsk le 28 janvier                   |                                                                                         |             |                                                                                      |              |
| JW 56B                                                           | Part de Liverpool le 22 janvier Arrive à la Péninsule de Kola le 1er février         |                                                                                         | RA 56       | Part de la Péninsule de Kola le 3 février Arrive à Loch Ewe le 11 février            |              |
| JW 57                                                            | Part de Liverpool le 20 février Arrive à la Péninsule de Kola le 28 février          |                                                                                         | RA 57       | Part de la Péninsule de Kola le 2 mars Arrive à Loch Ewe le 10 mars                  |              |
| JW 58                                                            | Part de Liverpool le 27 mars Arrive à la Péninsule de Kola le 4 avril                | Lors du voyage, la flotte britannique lance une opération visant à détruire le Tirpitz. | RA 58       | Part de la Péninsule de Kola le 7 avril Arrive à Loch Ewe le 14 avril                |              |
| Des navires d’escorte, seuls, partent pour Mourmansk.            | Des navires d’escorte, seuls, partent pour Mourmansk.                                | Des navires d’escorte, seuls, partent pour Mourmansk.                                   | RA 59       | Part de la Péninsule de Kola le 28 avril Arrive à Loch Ewe le 6 mai                  |              |
| La rotation des convois est interrompue durant la période d'été. |                                                                                      |                                                                                         |             |                                                                                      |              |
| JW 59                                                            | Part de Liverpool le 15 août Arrive à la Péninsule de Kola le 25 août                |                                                                                         | RA 59A      | Part de la Péninsule de Kola le 28 août Arrive à Loch Ewe le 5 septembre             |              |
| JW 60                                                            | Part de Liverpool le 15 septembre Arrive à la Péninsule de Kola le 23 septembre      |                                                                                         | RA 60       | Part de la Péninsule de Kola le 28 septembre Arrive à Loch Ewe le 5 octobre          |              |
| JW 61                                                            | Part de Liverpool le 20 octobre Arrive à la Péninsule de Kola le 28 octobre          |                                                                                         | RA 61       | Part de la Péninsule de Kola le 2 novembre Arrive à Loch Ewe le 9 novembre           |              |
| JW 61A                                                           | Part de Liverpool le 31 octobre Arrive à Mourmansk 6 novembre                        |                                                                                         | RA 61A      | Part de la Péninsule de Kola le 11 novembre Arrive à Loch Ewe le 17 novembre         |              |
| JW 62                                                            | Part de Loch Ewe le 29 novembre Arrive à la Péninsule de Kola le 7 décembre          |                                                                                         | RA 62       | Part de la Péninsule de Kola le 10 décembre Arrive à Loch Ewe le 19 décembre         |              |
| JW 63                                                            | Part de Loch Ewe le 30 décembre 1944 Arrive à la Péninsule de Kola le 8 janvier 1945 |                                                                                         | RA 63       | Part de la Péninsule de Kola le 11 janvier 1945 Arrive à Loch Ewe le 21 janvier 1945 |              |

### 1945
| Sens aller | Lieux et dates de départ et d'arrivée                                  | Commentaires | Sens retour | Lieux et dates de départ et d'arrivée                                      | Commentaires |
| JW 64      | Part de Clyde le 3 février Arrive à la Péninsule de Kola le 15 février |              | RA 64       | Part de la Péninsule de Kola le 17 février Arrive à Loch Ewe le 28 février |              |
| JW 65      | Part de Clyde 11 mars Arrive à la Péninsule de Kola le 21 mars         |              | RA 65       | Part de la Péninsule de Kola le 23 mars Arrive à Loch Ewe le 1er avril     |              |
| JW 66      | Part de Clyde le 16 avril Arrive à la Péninsule de Kola le 25 avril    |              | RA 66       | Part de la Péninsule de Kola le 29 avril Arrive à Clyde le 8 mai           |              |
| JW 67      | Part de Clyde le 12 mai Arrive à la Péninsule de Kola le 20 mai        |              | RA 67       | Part de la Péninsule de Kola le 23 mai Arrive à Clyde le 30 mai            |              |

## Impact stratégique

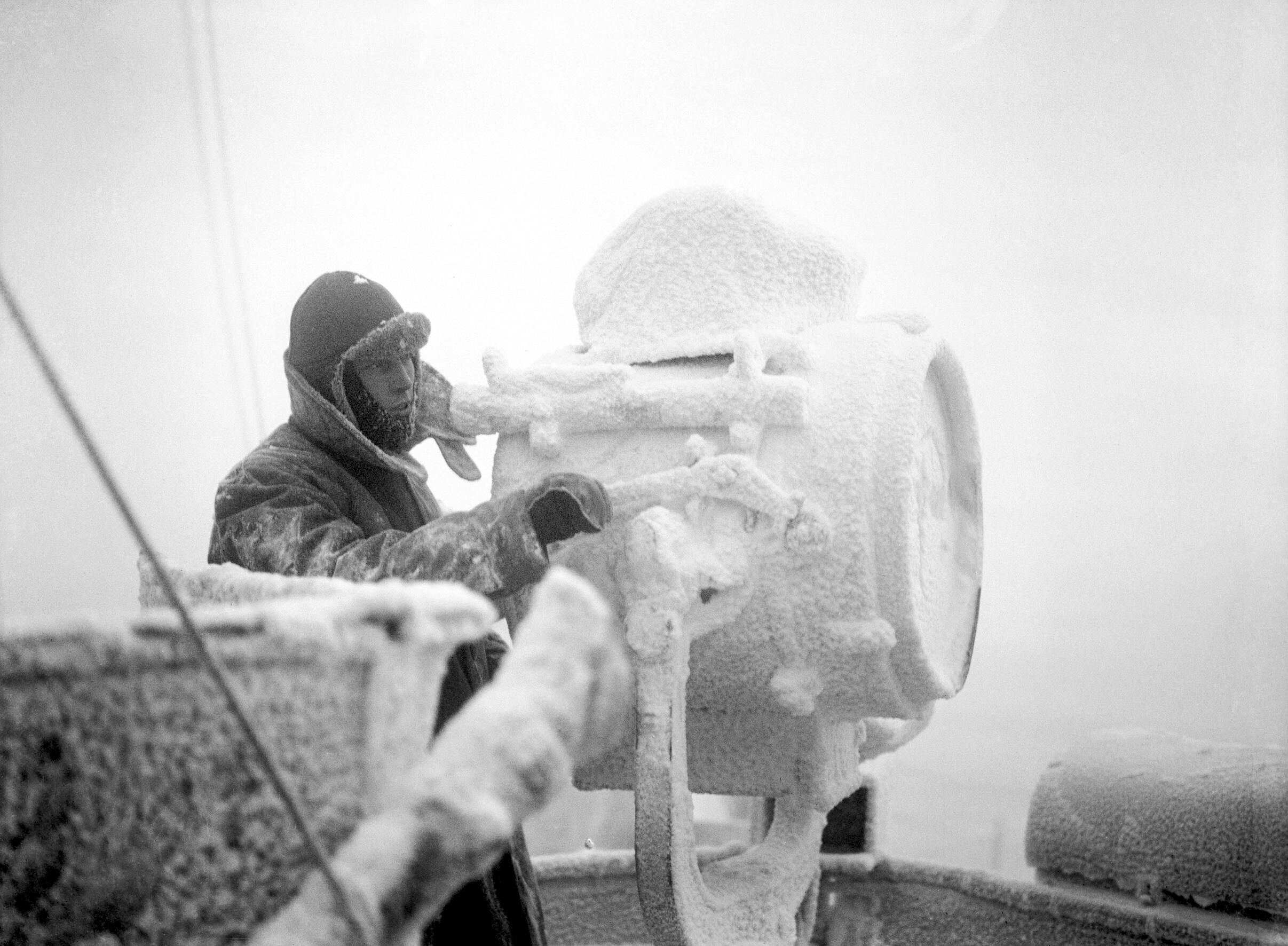
Le canon à lumière du croiseur HMS Sheffield en décembre 1941 dans l'Arctique. Ce matériel a commencé à être utilisé lors de la Première Guerre mondiale pour repérer les avions dans le ciel. Sur les navires il est aussi utilisé pour lancer des signaux lumineux (morse).

Les convois arctiques bouleversent les dispositifs navals des deux camps durant la bataille de l'Atlantique, affectant les autres théâtres de la guerre. Des raids de destroyers sur les installations côtières allemandes et le raid de commando sur Vaagso incitent Hitler à penser qu'une nouvelle invasion britannique de la Norvège se prépare. En plus du besoin évident d'intercepter les convois de ravitaillement de l'URSS, cela le mène à détourner ses plus grands navires de guerre vers la Norvège, notamment le Tirpitz. L'opération Cerberus allemande est entreprise dans cette perspective.
Comme « flotte de fait », le Tirpitz et les autres grands navires de guerre allemands suffisent à lier les mains de la Royal Navy en maintenant dans la région des navires qui auraient pu autrement renforcer les forces en lutte contre les Japonais dans l'océan Indien.
Les succès des Gneisenau et Scharnhorst pendant l'opération Berlin du début du 1941 font la démonstration du potentiel allemand. Toutefois, à mesure que la couverture aérienne alliée s'étend à tout l'Atlantique Nord, que les équipements de radio-triangulation se perfectionnent, que le radar centimétrique entre en service, et que les convois reçoivent la protection de porte-avions d'escorte, les possibilités d'attaquer les convois s'amenuisent.
Excepté une tentative avortée de bloquer le PQ12 en mars 1942 et le raid sur Spitsbergen en septembre 1943, le Tirpitz passe toute la guerre dans les fjords norvégiens, harcelé par les Britanniques, et est finalement coulé par la RAF le 12 novembre 1944 dans le fjord de Tromsø. Les autres grands navires de la Kriegsmarine n'atteignent jamais la Norvège (c'est le sort du Gneisenau), sont refoulés ou coulés par des forces supérieures (c'est le sort du Scharnhorst). En particulier, pendant la bataille de la Mer de Barents, qui constitue une attaque ratée contre le JW51B, une forte concentration allemande ne parvient pas à défaire une escorte britannique composée de croiseurs et de destroyers, à la fureur de Hitler ; les forces sous-marines sont alors sollicitées prioritairement, celles de surface restant en retrait. Certains grands navires sont physiquement démantelés et leur armement est utilisé pour la défense côtière.
Léningrad assiégée devient l'une des destinations importantes des convois. Les ravitaillements en nourriture contribuent à la survie de la population, et les munitions à la défense de la ville. À partir de 1941, ces ravitaillements atteignent la ville par trains, par barges, et par camions. Ils sont la cible de bombardements aériens et des tentatives du détachement naval K, qui ne parvient à détruire qu'une seule barge pendant toute la durée de ses opérations. Sur l'insistance de Staline, et alors que les Soviétiques ont depuis longtemps retourné la situation, les convois continuent pour leur valeur symbolique jusqu'à la fin de la guerre.

## Rôle du renseignement
Les renseignements « ULTRA » obtenus par le cassage du code Enigma à Bletchley Park jouent un rôle important dans le succès des convois. Si l'action préventive n'est pas toujours possible, les renseignements aident la Royal Navy à être sur le pied de guerre aux moments opportuns. L'interception et la destruction du Scharnhorst sont rendues possibles en partie grâce à ULTRA.

## Culture populaire

### Cinéma
- Convoi vers la Russie, 1943

### Dans la littérature
Plusieurs romans importants décrivent les convois arctiques : HMS Ulysses, publié en 1946 par Alistair MacLean (qui s'engagea dans la Royal Navy durant le conflit et participa à ces convois) et The Captain publié en 1967 par Jan de Hartog. En 1973, Valentin Pikoul publie Réquiem pour le convoi PQ 17 (Реквием каравану PQ-17).
Une partie du roman de Nicholas Monsarrat, La Mer cruelle (qui fut adapté au cinéma, mais sans les épisodes arctiques du roman) se déroule également avec les convois de Mourmansk en toile de fond.
Monsarrat, comme Mac Lean, avait directement participé à ces convois, dans des conditions très dures, et leurs romans rendent une poignante impression de réalité.
Voir également Convois vers l'URSS, de Georges Blond (1950).